# Novo Israel

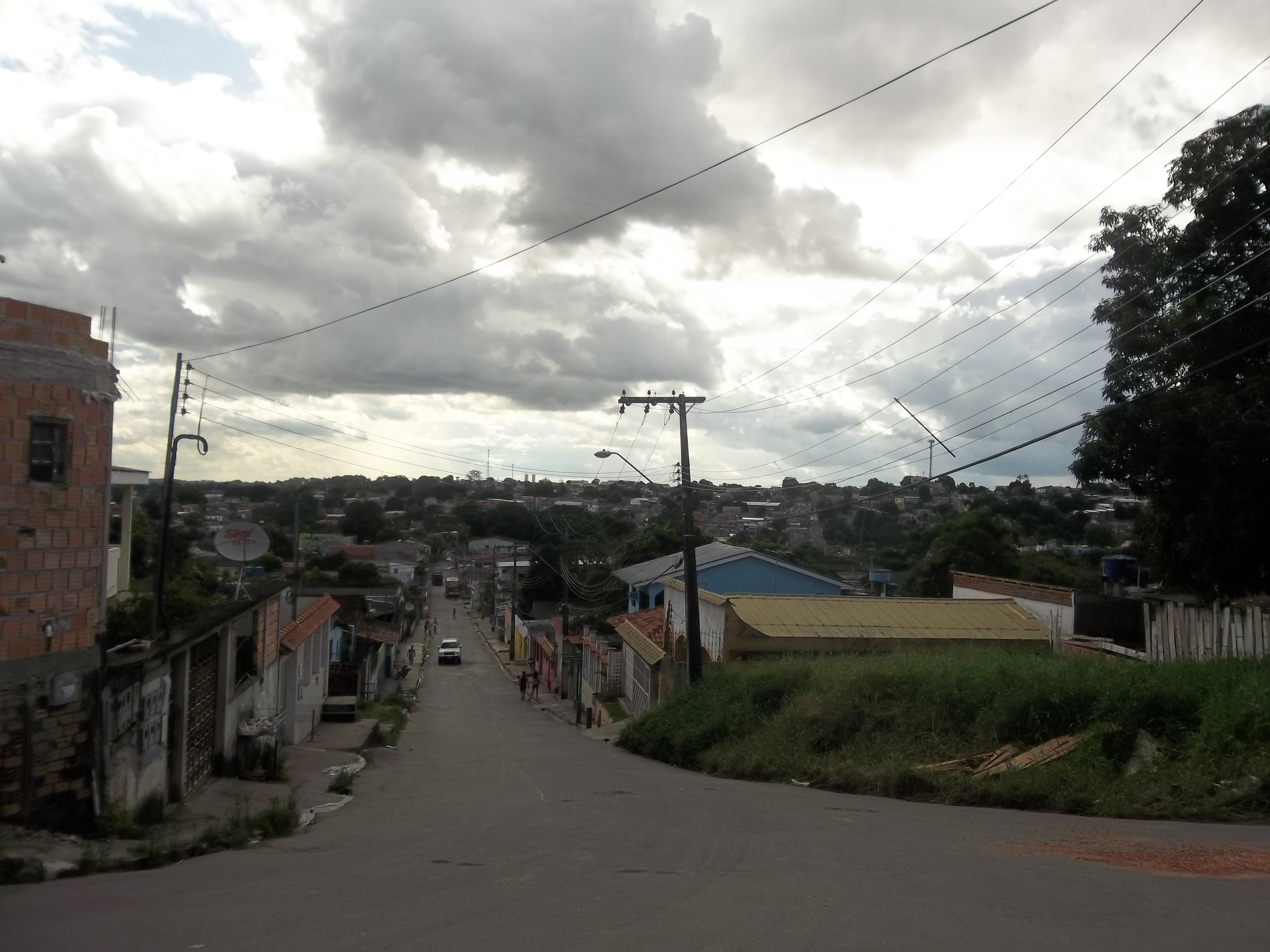
Vista parcial do bairro Novo Israel, na zona norte de Manaus

Novo Israel  é um bairro do município brasileiro de Manaus, capital do estado do Amazonas. Localiza-se na Zona Norte da cidade. De acordo com o censo do Instituto Brasileiro de Geografia e Estatística (IBGE), sua população era de 26 823 habitantes em 2022.
Integram o bairro: o loteamento América do Sul (parcialmente).

## História
Surgiu em 8 de abril de 1986.

## População
Dados do Bairro
- População: 26 823 moradores

## Localização
Localiza-se na Zona Norte de Manaus. Limita-se com os bairros de:
- Monte das Oliveiras;
- Colônia Terra Nova;
- Colônia Santo Antônio;
- Tarumã e
- Cidade Nova.

## Transportes
Novo Israel é servido pelas rotas :030,055,454 ,500 e 550